# Dronninglund
Dronninglund é um município da Dinamarca, localizado na região norte, no condado de Nordjutlândia.
O município tem uma área de 316,23 km² e uma população de 15 357 habitantes, segundo o censo de 2004.